# Ojude-Oba-Festival
Das Ojude-Oba-Festival ist ein jährlich stattfindendes kulturelles Ereignis in der Stadt Ijebu-Ode im Bundesstaat Ogun, im Südwesten Nigerias. Es findet traditionell am dritten Tag des islamischen Opferfestes Eid al-Adha statt und hat seine Ursprünge im späten 19. Jahrhundert.

## Geschichte
Das Festival entstand ursprünglich als kleine Versammlung muslimischer Anhänger, welche dem Awujale (dem traditionellen Herrscher der Ijebu) ihren Dank für die Gewährung ihrer religiösen Freiheit ausdrückten. Es gibt zwei Hauptnarrative zur Entstehung: Einerseits die Geschichte von Balogun Kuku, der nach seinem Übertritt zum Islam zusammen mit Freunden dem Awujale Dank erwies, andererseits Imam Tunwatoba, der ebenfalls als Urheber genannt wird. Seit seiner Gründung hat sich das Festival von einem rein islamischen Ereignis zu einem bedeutenden kulturellen Fest entwickelt, das Menschen aller Glaubensrichtungen zusammenführt und nationale sowie internationale Aufmerksamkeit erlangt.

## Ablauf
Die Feier beginnt traditionell mit einem Gebet durch den Imam von Ijebuland, gefolgt von der nigerianischen Nationalhymne, der Hymne des Bundesstaats Ogun und der Hymne des Awujale. Danach folgt die traditionelle Huldigung der Vorfahren der Ijebus.
Ein zentraler Bestandteil des Ojude-Oba-Festivals ist die Parade der Altersgruppen, genannt Regberegbe. Diese Altersgruppen, bestehend aus Männern und Frauen, präsentieren sich in speziell für das Festival angefertigten traditionellen Gewändern, begleitet von Musik und Tanz. Die Regberegbe konkurrieren dabei um die Anerkennung als am besten gekleidete Gruppe, wobei hohe Geldpreise vergeben werden.
Ein weiterer Höhepunkt sind die Auftritte der Reiterfamilien, angeführt von den Baloguns (Nachkommen der früheren Kriegshelden Ijebus). Diese Familien inszenieren spektakuläre Darbietungen und Scheinkämpfe, begleitet von traditionellen Schüssen aus alten Gewehren, die große Begeisterung unter den Zuschauern hervorrufen.

## Künstlerische und kulturelle Elemente
Die Festivalteilnehmer tragen kunstvolle Gewänder aus Aso-Oke oder Spitze, ergänzt durch traditionelle Accessoires wie Perlen, Fächer und Kopfbedeckungen. Das erneute Tragen von Kleidung aus früheren Festivals gilt als kultureller Fauxpas; stattdessen werden zum Ausdruck von Wohlstand und sozialem Status jedes Jahr neue Designs entworfen.
Musik spielt beim Ojude-Oba-Festival eine zentrale Rolle. Traditionelle Musikinstrumente wie Bata- und Dundun-Trommeln sowie moderne Instrumente wie Trompeten werden eingesetzt, begleitet von Auftritten populärer Musiker aus Nigeria.
Die Pferde der Balogun-Familien sind aufwändig mit bunten Ornamenten geschmückt. Auch Banner und Embleme, die Familienzugehörigkeit und gesellschaftliche Position signalisieren, werden sorgfältig gestaltet.

## Bedeutung
Das Ojude-Oba-Festival stärkt die kulturelle Identität der Ijebu und dient zur Förderung der Einheit und Gemeinschaft der Bevölkerung. Es bietet Gelegenheit zur generationenübergreifenden Weitergabe der kulturellen Werte und Traditionen.
Das Festival bringt der Region erheblichen wirtschaftlichen Nutzen. Lokale Kunsthandwerker, Schneider, Juweliere und andere Dienstleister profitieren von den umfangreichen Vorbereitungen der Teilnehmer und den zahlreichen Besuchern.
Obwohl ursprünglich islamischen Ursprungs, vereint das Festival mittlerweile Menschen aller Religionen und fördert das friedliche Zusammenleben. Es behält seine spirituelle Dimension, indem es stets mit Gebeten für Frieden, Wohlstand und langes Leben des Herrschers beginnt.

## Internationaler Einfluss
In den letzten Jahrzehnten entwickelte sich das Ojude-Oba-Festival zu einem international anerkannten Ereignis, das sowohl Touristen als auch bedeutende Sponsoren anzieht.
Das Festival gilt heute als Nationaltag der Ijebus und repräsentiert die kulturelle Vielfalt und den Wohlstand der Region.